# Charles Yerkes

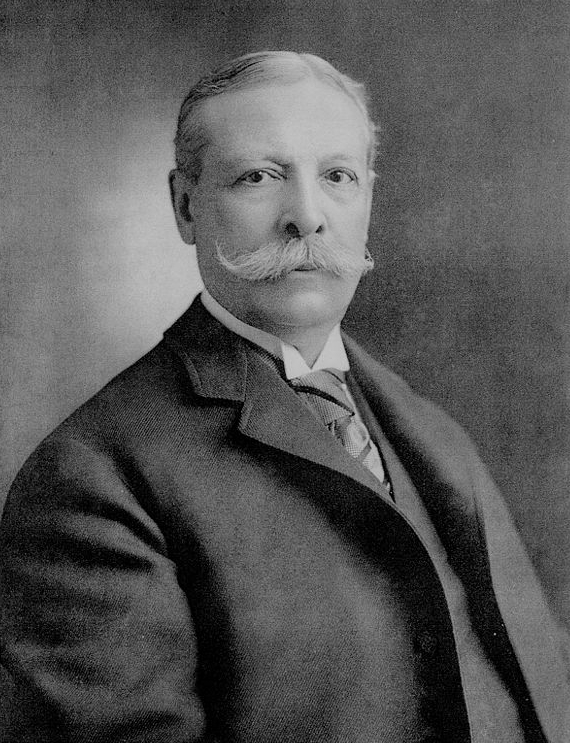
Charles Tyson Yerkes

Charles Tyson Yerkes (ur. 25 czerwca 1837 w Filadelfii, zm. 29 grudnia 1905 w Nowym Jorku) – amerykański finansista. Odegrał znaczącą rolę w rozwoju systemów masowego transportu w Chicago i Londynie.

## Filadelfia
Ten syn prezesa banku po ukończeniu dwuletniego kursu w liceum rozpoczął karierę w biznesie jako pracownik biurowy u maklera zbożowego. W wieku 22 lat założył własną firmę maklerską, przystąpił do giełdy filadelfijskiej. Potem zajął się bankowością i wyspecjalizował w sprzedaży obligacji – miejskich, stanowych i rządowych. Dzięki ojcu już na starcie miał cenne kontakty w kręgach bankowych i politycznych. Interesy szły dobrze, ale doszło do sytuacji, gdy Yerkes, działając jako przedstawiciel skarbnika Miasta Filadelfia, zaryzykował i sfinansował z publicznych pieniędzy ogromną spekulację akcjami. Zakończyło się to katastrofalnie z powodu Wielkiego pożaru Chicago, który wywołał panikę na rynkach finansowych. Yerkesa skazano za kradzież i umieszczono w więzieniu. Dzięki zastosowaniu szantażu wobec wpływowych polityków spędził tam zamiast zasądzonych 33 miesięcy tylko siedem.

## Chicago
W 1881 roku Yerkes zmienił miasto i po 22 latach żonę. W Chicago założył dom maklerski, ale wkrótce zainteresował się systemem transportu publicznego w tej metropolii, czyli tramwajami. Stopniowo wraz ze wspólnikami przejął większość linii na północy i zachodzie miasta, jednak część południowa oparła się jego ambicjom. Nieraz uciekał się do szantażu i przekupstwa.
W 1892 roku sfinansował budowę największego teleskopu na świecie, łącznie z całym obserwatorium (Obserwatorium Yerkes w Wisconsin), dla poprawy swojego nadwerężonego wizerunku.
Po rozbudowaniu i skonsolidowaniu sieci tramwajowej w Chicago (m.in. nadziemny kwadratowy ciąg The Loop o długości 2 mil otaczający biznesowe centrum miasta), napotykając przeszkody w radzie miejskiej co do przedłużenia linii na przedmieściach, Yerkes sprzedał większość swoich akcji i przeniósł się do Nowego Jorku.

## Nowy Jork, Londyn
W 1900 roku zaangażował się w rozbudowę londyńskiego metra. Przejął sieć, zebrał fundusze, zbudował nowe linie i zelektryfikował całe metro (prace dokończono już po jego śmierci).
Zmarł w Nowym Jorku w wieku 68 lat w wyniku choroby nerek. Jego majątek w chwili śmierci wynosił mniej niż milion dolarów, z powodu ogromnych długów.
Pisarz Theodore Dreiser wykorzystał jego życiorys w trylogii The Financier, The Titan i The Stoic, biznesmen występuje tam pod nazwiskiem Frank Cowperwood.
Nazwano na jego cześć krater Yerkes na Księżycu.